# Mwansabombwe (Distrikt)
Mwansabombwe ist einer von zwölf Distrikten in der Provinz Luapula in Sambia. Der Distrikt hat eine Fläche von 1187 km² und es leben 58.920 Menschen (2022) in ihm. Seine Hauptstadt ist Mwansabombwe.

## Entwicklung
Mwansabombwe ist einer der nach 2011 von dem damaligen Präsidenten Michael Sata neu gegründeten Distrikte. Er wurde im Sommer 2012 vom Distrikt Kawambwa abgespaltet.

## Geografie
Der Distrikt liegt im Norden des Landes und wird durch den Fluss Luapula von der Demokratischen Republik Kongo und der sich dort befindenden Provinz Haut-Katanga getrennt. Angrenzende Distrikte in Sambia sind im Norden Nchelenge, im Osten Kawambwa, im äußersten Südosten Chipili und im Süden Mwense. Die Südgrenze wird dabei von dem kleinen Fluss Mununshi und die Teil der Ostgrenze von dem Fluss Ngona gebildet. Die Nordgrenze bildet der Mbereshi. Ebenso durchfließt der Fluss Lufubu den Distrikt.
Mwansabombwe ist in  8 Wards aufgeteilt:
- Chipita
- Kakose
- Kayo
- Lufubu
- Mbereshi
- Mulele
- Mununshi
- Mwansabombwe

## Geschichte
An der Nordgrenze des Distrikts, Ort Mbereshi, steht eine der ältesten Kirchen Sambias. Sie wurde 1900 von Missionaren der London Missionary Society erbaut.